# Historia Bayernu Monachium
FC Bayern München (Bayern Monachium) – niemiecki klub sportowy z siedzibą w Monachium, Bawaria. Jest najbardziej znany ze swojej profesjonalnej drużyny piłkarskiej, najbardziej utytułowanej drużyny w historii niemieckiej piłki nożnej, rekordzistę pod względem zdobytych mistrzostw (31) i pucharów krajowych (20), która występuje na co dzień w Bundeslidze, najwyższej klasie rozgrywkowej w piłce nożnej w Niemczech.
Klub został założony w 1900 roku przez jedenastu piłkarzy pod wodzą Franza Johna. Największy sukces przypadł w połowie lat 70 XX wieku, kiedy pod dowództwem Franza Beckenbauera wygrał Puchar Europy trzy razy z rzędu (1974–76). Bayern dotychczas osiągnął jedenaście finałów Pucharu Europy (obecnie pod nazwą Ligi Mistrzów UEFA), ostatnio zdobywając szósty tytuł w 2020 r. Bayern zdobył także jeden Puchar UEFA, jeden Puchar Zdobywców Pucharów, jeden Superpuchar Europy, jedno klubowe mistrzostwo Świata i dwa Puchary Interkontynentalne, co czyni go jednym z najbardziej utytułowanych klubów na arenie międzynarodowej. Bayern należy do klubów, które skompletowały wszystkie europejskie puchary (oprócz Bayernu dokonał tego zespoły: AFC Ajax, Juventus F.C., Chelsea F.C. oraz Manchester United F.C.). Od czasu utworzenia Bundesligi Bayern wygrał ją 30 razy, a od 2013 roku wygrywa ją nieprzerwanie, co jest dotychczas najdłuższą mistrzowską serią w Bundeslidze.

## (1900-1918) Początki

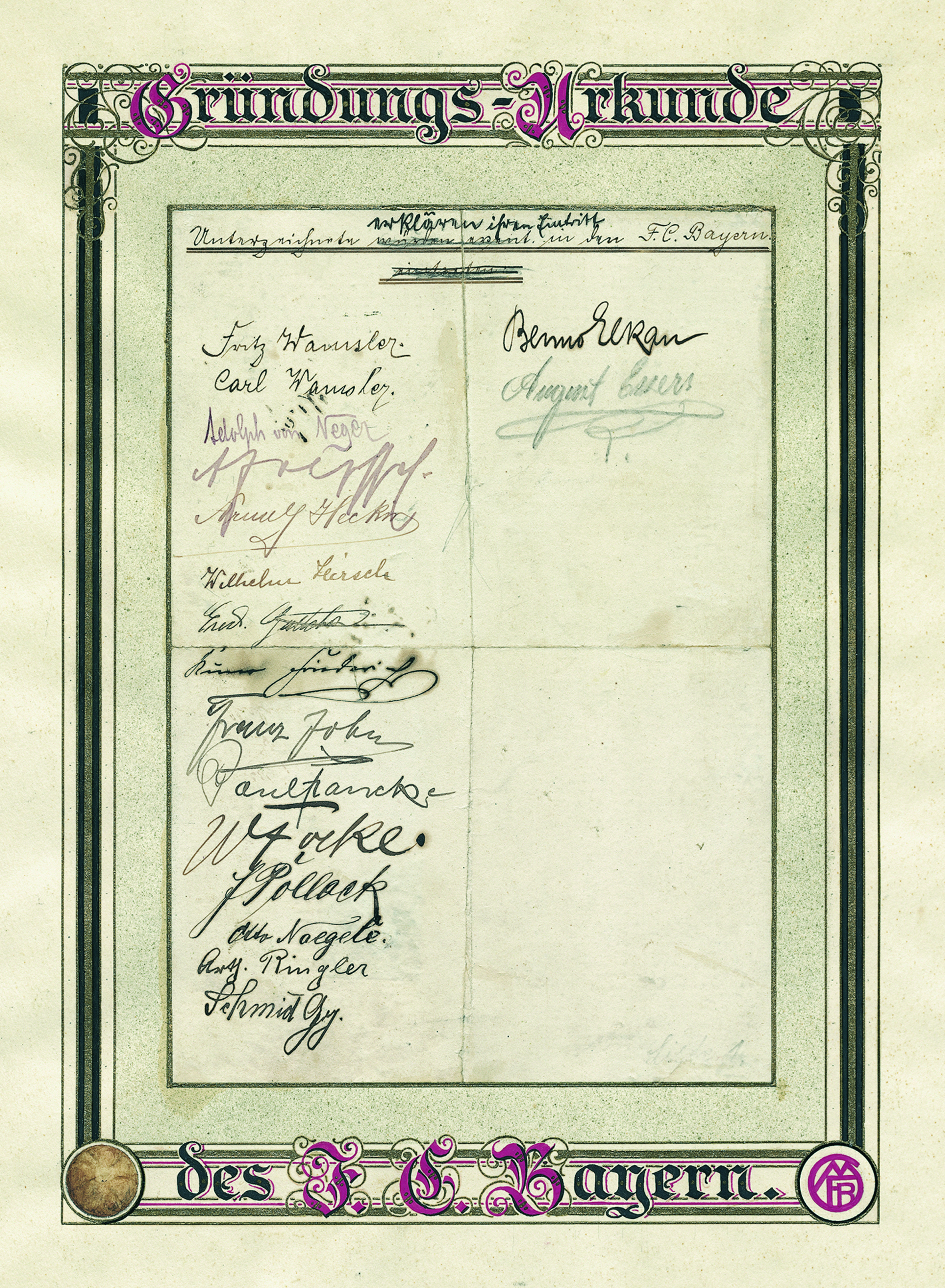
Akt założycielski Bayernu

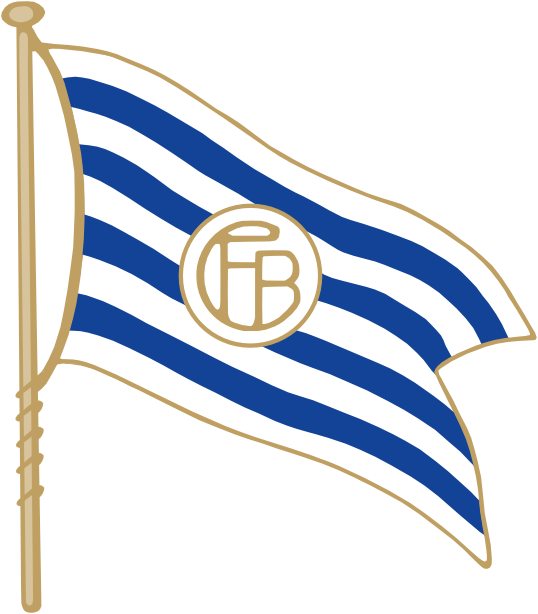
Stary herb Bayernu

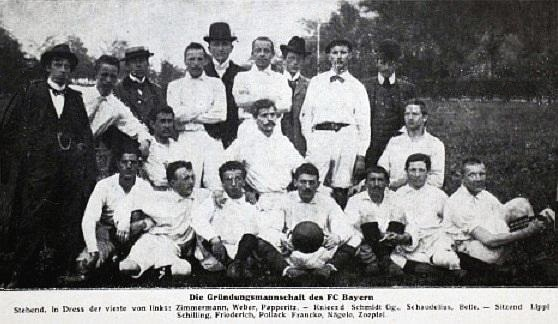
Bayern w 1900

W 1879 roku powstał MTV München 1879, klub założony przez czterech gimnastyków niezadowolonych z funkcjonowania innego klubu gimnastycznego TSV 1860 Monachium. W latach 90. XIX wieku w MTV powstały nowe sekcje sportowe, a w 1897 roku sekcja piłkarska. Do utworzenia zespołu Bayern Monachium przyczyniła się niechęć Walnego Zgromadzenia MTV do przyłączenia się do Południowoniemieckiego Związku Piłki Nożnej (Süddeutscher Fußball-Verband). Jeden z niezadowolonych piłkarzy Franz John wraz z grupą sprzymierzeńców sporządzili dokument zawierający 17 podpisów w celu powołania do życia nowego klubu, klubu piłkarskiego. 27 lutego 1900 roku w monachijskiej restauracji „Bäckerhöfl” zostało zorganizowane Walne Zgromadzenie MTV, na którym obecny był m.in. Franz John. John został oskarżony wprowadzanie zamętu w klubie. Według innej wersji zawodnicy pokłócili się z kierownictwem klubu na temat tego czy w meczach towarzyskich mają grać ustawieniem 3-5-2 czy 2-4-4. Członkowie spotkania niedoszli do porozumienia, w związku z czym jeden z uczestników Max Maull oznajmił: „Jedyne co nam pozostaje, panowie, to opuścić was i założyć nowy klub”. Tego samego wieczora w innej monachijskiej restauracji „Gisela” jedenastu dysydentów (Ringler, Otto Ludwig Naegele, Zoepffel, Josef Pollack, Fritz Wamsler, Carl Wamsler, Georg Schmid, Paul Francke, Kuno Friederich, Wilhelm Focke oraz Franz John) założyło Bayern. Wśród wymienionych nazwisk na dokumencie założycielskim Bayernu znajduje się rzeźbiarz Benno Elkan, który później stał się sławny. Franz John objął przewodnictwo w klubie i stał się jego pierwszym prezydentem. Podczas spotkania w „Giseli” ustalono m.in. nazwę zespołu oraz barwy klubowe (niebiesko-białe) nawiązujące przywiązanie do regionu, co było powszechnym zwyczajem w owym czasie. Co ciekawe większość założycieli pochodziło w dużej mierze nie z Monachium czy Bawarii, ale z Berlina, Freiburga, Lipska i Bremy. Omówiona została też kwestia finansów i zdecydowano, że każdy członek będzie wpłacał jedną markę miesięcznie na poczet klubu. W miejscu założenia przed dzisiejszą siedzibą firmy Siemens w Monachium od 2017 znajduje się kamień pamiątkowy.
Franz John dostał zgodę na korzystanie z placu publicznego zlokalizowanego przy Schyrenstraße, na którym po dziś dzień znajduje się boisko miejskie. Bayern zagrał w tym miejscu oficjalnie tylko raz 18 marca 1900 roku, kiedy to w swoim debiucie zwyciężył 5:2 drużynę Munich FC. Swoje następne mecze Bayern rozgrywał przy Theresienwiese (gdzie co roku organizowano Oktoberfest), by w 1901 roku przenieść się na teren należący do ojca dwójki założycieli Fritza i Carla Wamsler mieszczącego się przy Clemensstraße. 21 września 1902 roku na Clemenstraße odbyło się pierwsze w historii starcie pomiędzy Bayernem i TSV 1860, które Bayern wygrał 3:0. W pierwszych latach istnienia Bayern rywalizował głównie z lokalnymi drużynami, wygrywając większość pojedynków w tym pogrom 15:0 Nordstern FC, natomiast za największego rywala tamtych lat uchodził MTV 1879.

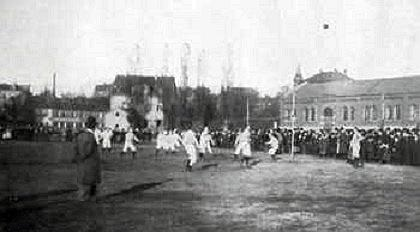
Pierwszy mecz Bayernu przeciwko 1. FC Nürnberg w 1901 roku

Bayern od początku istnienia nie tylko dobrze radził sobie z miejscowymi rywalami, ale z powodzeniem rywalizował południowych mistrzostwach Niemiec docierając w 1901 roku do półfinału. W 1902 roku drużyna Bayernu zdobyła swoje pierwsze trofeum, którym był Puchar Bayernu (turniej o nieoficjalne mistrzostwo miasta zorganizowany przez Franza Johna). Niedługo po tym Franz John pokłócił się z członkami klubu opuścił Bayern i wrócił do Berlina gdzie przez dwa lata był prezydentem swojej poprzedniej drużyny, a następnie otworzył zakład fotograficzny. Z okazji 25 lecie istnienia Bayernu Franz John został wybrany na honorowego prezydenta klubu.
Następcą Johna w 1903 roku został Holender Willem Hesselink, który w czasie swojej prezydentury uzyskał doktoraty z chemii i filozofii. Charakterystyczną cechą tamtych lat było to, że w Bayernie mogli występować jedynie ci piłkarze, którzy ukończyli co najmniej szkołę średnią. Niebawem Bayern zdobył pierwszy przydomek „Klub kawalerów”, ze względu na przywiązanie do tradycji oraz gustownych strojów, w których występował. W pierwszym dziesięcioleciu funkcjonowania pojawił się drugi przydomek Bayernu. Złośliwi przechrzcili określenie „wierność tradycji” na arogancję, nazywając Bayern „Protzenklub”, czyli po prostu Klubem Pyszałków.

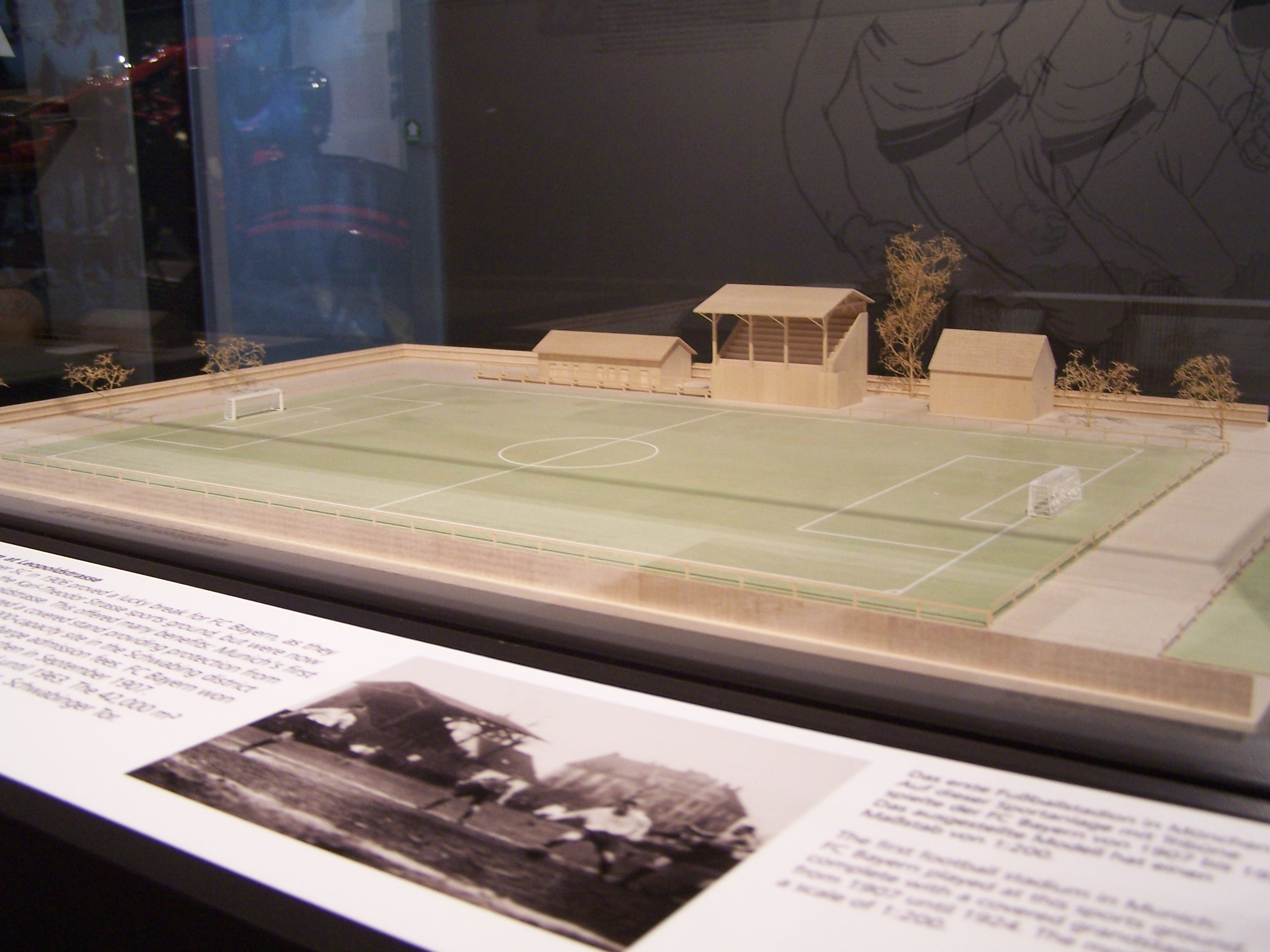
Model stadionu przy Leopoldstraße

W 1906 roku ze względów finansowych Bayern złączył się z klubem wielosekcyjnym Münchner Sport-Club. MSC posiadało spore zasoby finansowe, dzięki czemu stać ich było na wydzierżawienie obiektu piłkarskiego przy Karl-Theodor-Straße, na którym wkrótce potem pojawiła się pierwsza zadaszona trybuna. Bayern zgodził się zostać sekcją piłkarską MSC i przyjąć ich barwy, przez co zyskał kolejny przydomek „Die Rothosen”, skrócony później do „Die Roten”. Nazwa klubu pozostała jednak niezmieniona i w latach 1906–1907 Bayern występował w nowych strojach na nowym boisku. Fuzja z MSC umożliwiła Bayernowi stać się lokalnym potentatem piłkarskim.
Wczesne lata Bayernu charakteryzowały się poszukiwaniem domu piłkarskiego. W 1905 roku opuścili Clemenstraße ze względu na budowę budynków mieszkalnych. W 1907 roku stadion przy Karl-Theodor-Straße, który był już czwartym stadionem Bayernu przestał być wystarczający. Rosnące zainteresowanie piłką nożną oraz wzrost popularności Bayernu wymusiły kolejną zmianę stadionu. Pod przewodnictwem nowego prezydenta Angelo Knorra Bayern przeniósł się na nowoczesny stadion przy Leopoldstraße. Był to pierwszy stadion w Monachium z zewnętrzną trybuną chroniącą przed wiatrem i deszczem. Stadion stał się domem dla Bayernu na 15 lat. Pierwszy mecz rozegrano 15 września 1907 roku, kiedy to zwyciężył drużynę FC Wacker München 8:1.
W 1900 roku klub liczył 18 członków. Po przenosinach na Leopoldstraße w 1908 roku liczba członków wynosiła już 300 osób. Bayern ponadto już wtedy posiadał osiem zespołów i ponad 100 zawodników młodzieżowych. W tym samym roku po raz pierwszy mecz rozegrała piłkarska reprezentacja Niemiec, a Bayern trenowany przez Brytyjczyka Thomasa Taylora wygrał mistrzostwo Południowej Bawarii. Rok później Bayern po raz pierwszy zmierzył się z angielską drużyną FC Sunderland, z którą przegrał 2:5.
16 maja 1910 roku w Duisburgu pierwszy zawodnik Bayernu Max Gablonsky zadebiutował w reprezentacji Niemiec w przegranym 0:3 meczu przeciwko Belgii. Warto odnotować, że nie wszyscy kadrowicze pojawili się na meczu i czwórkę graczy reprezentacji stanowili wylosowani z wśród kibiców miejscowi piłkarze.
W 1907 roku południowe mistrzostwa Niemiec przeszły reorganizację, w wyniku czego powstały lokalne Kreisligi służące jako eliminacje do turnieju głównego. Bayern Monachium został Ostkreismeister dwukrotnie w latach 1910 i 1911 wygrywając Ostkreis-Liga i kwalifikując się do mistrzostw południowych Niemiec, w których dwa razy musiał uznać wyższość Karlsruher SC. Na jednym z meczów przeciwko Karslruher pojawiło się czterech tysięcy widzów, dzięki czemu Bayern pozyskał ogromne środki finansowe, które zostały przeznaczone na zakontraktowanie na pełny etat trenera. Został nim Brytyjczyk Charles Griffiths, który sezon wcześniej trenował drużynę Karslruher. To za jego sprawą w klubie wprowadzono codzienne treningi oraz wynajęto salę gimnastyczną. Trenera ostatecznie zwolniono w kwietniu 1912 roku z powodu słabych wyników zespołu.
W 1913 roku ówczesny prezydent Bayernu doktor Angelo Knorr został aresztowany z powodu homoseksualizmu. Na jego miejsce po raz pierwszy wybrano Kurta Landauera, księgowego grającego w rezerwach Bayernu jako bramkarz na początku XX wieku. Landauer postanowił zatrudnić znanego szkoleniowca Williama Townleya byłego reprezentanta Anglii. Aspiracje Bayernu były ogromne, klub zamierzał dołączyć do krajowej elity. W tamtym czasie posiadał już trzech reprezentantów Niemiec, a w 1910 roku sprowadzono nawet Karla Pekarnę zawodowego bramkarza m.in. Glasgow Rangers, który chcąc grać dla Bayernu musiał zostać amatorem.
Przed wybuchem I wojny światowej klub liczył 900 członków, 12 drużyn seniorskich oraz 20 drużyn młodzieżowych. Wojna zahamowała rozwój klubu. W trakcie wojny zginęło ponad 60 członków klubu, a na czas jej trwania klub opuścili m.in. Kurt Landauer oraz Townley. I wojna światowa była także okresem, w którym społeczność niemiecka całkowicie straciła zainteresowanie gimnastyką, a rosnącym zainteresowaniem cieszyła się piłka nożna. Ostatni przedwojenny finał o mistrzostwo Niemiec oglądało 6 tysięcy widzów, natomiast pierwszy finał po wojnie zgromadził 35 tysięczną widownię. Według niektórych źródeł wpływ na to miało nieprzerywanie rozgrywek piłkarskich na okres wojny, a także rozgrywanie meczów aby by podnieść morale społeczeństwa poprzez ukierunkowanie piłki nożnej jako rozgrywki patriotyczne.

## (1918-1928) Czasy po I wojnie światowej. Przeprowadzka na Grünwalder Stadion oraz dwa tytuły mistrza Południowych Niemiec

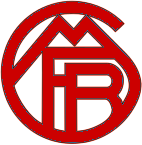
Herb Bayernu w latach 1923–1954

Okres powojenny to dla Bayernu oraz niemieckiej piłki czas reorganizacji. Do klubu wrócił Kurt Landauer, który w styczniu 1919 roku ponownie został wybrany prezydentem. W tym roku Bayern rozstał się również z Münchner Sport-Club i połączył się z klubem gimnastycznym Turnverein Jahn München. Powodem fuzji była tak jak w poprzednim przypadku dążenie do uzyskania własnego stadionu. Ponadto trenerem klubu ponownie został sprowadzony latem William Townley. Do Bayernu przylgnęła łatka klubu wolnomyślicieli. Za sprawą Kurta Landauera w 1920 roku Bayern jako pierwszy niemiecki klub w historii wykupił ubezpieczenie od wypadków dla wszystkich piłkarzy pierwszej drużyny.
W tym samym roku Bayern liczył 700 członków będąc jednocześnie największym klubem w Monachium. W południowych Mistrzostwach Niemiec prym wiodła drużyna 1. FC Nürnberg wygrywając je w sumie siedmiokrotnie (1916, 1918, 1920, 1921, 1924, 1927, 1929). W Niemczech wciąż istniał system oparty na podziałach regionalnych, przez co jedynie najlepsze drużyny swoich regionów mogły zagrać w turnieju o Mistrzostwo Niemiec. Zespół 1. FC Nürnberg w latach 1920–1925 czterokrotnie zdobył Mistrzostwo Niemiec i został obwołany tytułem „Rekordmeistera”, czyli drużyny z największą liczbą mistrzostw. Bayernowi oprócz głównego oponenta regionalnego ze strony 1. FC Nürnberg przybył groźny lokalny konkurent. Drużyna FC Wacker München jako pierwszy zespół z Monachium w 1922 roku została Mistrzem Południowych Niemiec.
Podczas gdy w Niemczech dominowała drużyna z Norymbergi Bayern trzykrotnie zmieniał stadion. Najpierw w 1922 roku na dobre pożegnał się ze stadionem przy Leopoldstraße i na sezon przeniósł się na boisko lokalnego rywala MTV przy Marbachstraße, a przez kolejne dwa lata rozgrywał swoje mecze na boisku drużyny FC Teutonia.
W 1924 Bayern na dobre rozstał się z Turnverein Jahn München i ponownie stał się niezależnym klubem. W tym samym roku Landauer postanowił zatrudnić Szkota Jamesa Mac Phersona specjalistę od przygotowania fizycznego na stanowisko trenera, a zawodnikom Bayernu na krótko zaczęto wypłacać pensje za regularne treningi. Ten pomysł został jednak zniesiony ze względu na to, że piłka nożna w Niemczech wciąż była sportem amatorskim, a kluczowe osoby w niemieckim związku piłkarskim (DFL) były mocnymi oponentami płac zawodników na poziomie robotników (Piłkarz w tamtym czasie mógł zarobić nawet 150 marek).
Z okazji 25-lecia w 1925 roku Bayern zorganizował uroczystość w Teatrze Narodowym znajdującym się w Monachium. Było to wydarzenie bezprecedensowe w świecie piłki nożnej. Uhonorowano najważniejszych ludzie w dotychczasowej dwudziestopięcioletniej historii Bayernu (m.in. Franz John). W tym samym roku w Monachium pojawiła się drużyna Boca Juniors, która jako pierwsza argentyńska drużyna piłkarska odwiedziła Europę. Zespół Boca Juniors przybył do Europy w ramach trzymiesięcznego tour. Mecz z Bayernem odbył się 9 maja 1925 roku i zakończył się remisem 1:1.

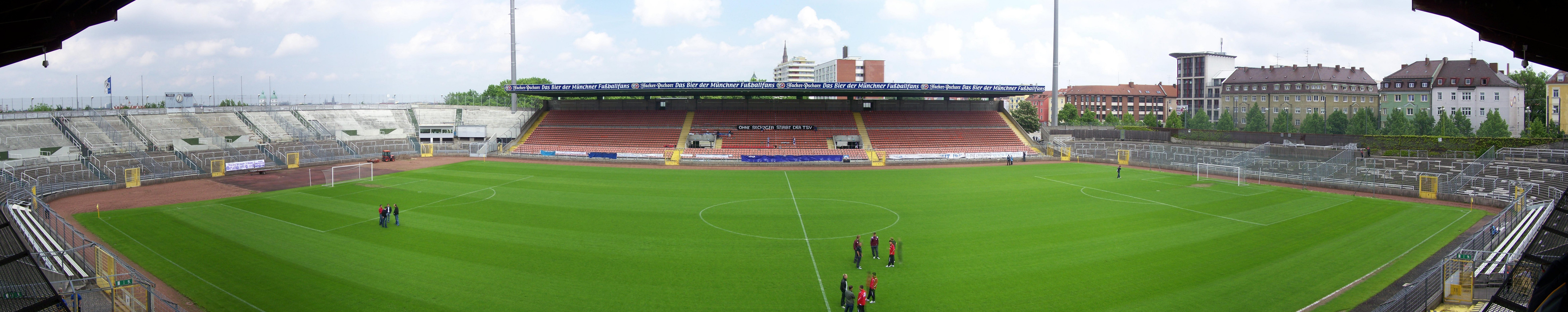
Panorama Grünwalder Stadion

Przejęcie przez wojsko boiska coraz mniej nadającego się na stadion piłkarski wymusiło kolejną zmianę stadionu. Władze Bayernu postawiły na wybór stadionu znajdującego się przy Grünwalder Straße, który w 1922 roku został nabyty przez TSV 1860 Monachium. Na Grünwalder Stadion mecze mogło oglądać ponad 20 tysięcy widzów. Bayern związał się z tym stadionem na prawie 50 lat, a nawet dzisiaj stadion jest wykorzystywany przez żeńską sekcje Bayernu.
Pherson pożegnał się z Bayernem w 1926 roku zdobywając Mistrzostwo Południowych Niemiec wyprzedając w tabeli m.in. drużynę ówczesnego mistrza Niemiec Greuther Fürth, a wcześniej na szczeblu regionalnym o dwa punkty drużynę 1. FC Nürnberg. Spotkanie rewanżowe przeciwko Greuther Fürth zakończone zwycięstwem Bayernu 4:3 było nawet transmitowane na żywo w radiu. Takim samym wynikiem zakończył się pojedynek tych drużyn rozegrany 3 lata wcześniej w pucharze Południowych Niemiec, z tym że wtedy zwyciężyła drużyna Greuther. W mistrzostwach Niemiec Bayern musiał uznać wyższość już w pierwszej rundzie drużynie Fortunie Lipsk, z którą przegrał 0:2.
Następcą Phersona został Węgier Leo Weisz, były trener Wacker München. Weisz w 1928 roku doprowadził Bayern do drugiego Mistrzostwa Południowych Niemiec oraz do półfinału mistrzostw Niemiec, co było największym osiągnięciem w dotychczasowej historii klubu. Półfinałowe starcie rozgrywane w Duisburgu przeciwko drużynie Hamburger SV zakończyło się klęską. Bayern przegrał 2:8, chociaż do przerwy remisował wynikiem 1:1. W drugiej połowie meczu bramkarz Bayernu Alfred Bernstein doznał kontuzji i musiał zostać zastąpiony przez gracza z pola ze względu na ówczesny zakaz dokonywania zmian w trakcie trwania meczu. Bramkarza zastąpił obrońca Emil Kutterer. Po zakończonym sezonie Leo Weisz opuścił Bayern.

## (1928-1933) Pierwsze Mistrzostwo Niemiec

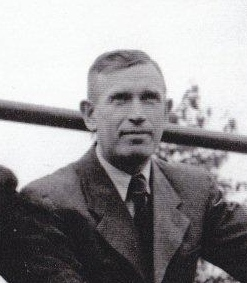
Kálmán Konrád, trener w latach 1928–1930

Po Węgierskim trenerze przyszła kolej na szkoleniowców z Austrii. W latach 1928–1930 trenerem Bayernu był Kálmán Konrád, trener który wraz z drużyną Malmö FF dwukrotnie zostawał piłkarskim mistrzem Szwecji (1949, 1950). w 1929 jako roku trener Bayernu przegrał walkę o mistrzostwo Południowych Niemiec z drużyną 1. FC Nürnberg. Następcą Konráda został Richard Kohn, bardziej znany jako „Jack Domby” lub po prostu „Mały Domby”. W Bayernie kibice określali go „Richardem Dombim”. Domby był w klubie zarówno trenerem, fizjoterapeutą, masażystą, menedżerem oraz organizatorem. Preferował trening oparty na symulacji meczowej, a w jednym z wywiadów stwierdził: „Największą wagę przykładam do tego, byśmy zawsze trenowali z piłkami i w warunkach maksymalnie przypominających meczowe”.

Replika trofeum za mistrzostwo z 1932 roku

W 1931 roku po raz pierwszy monachijski klub dostał się do finału mistrzostw Niemiec. Drużyna TSV 1860 Monachium przegrała ze stołeczną Herthą 2:3. Rok później Bayern został wicemistrzem Południowych Niemiec. W meczu rozstrzygającym o tytule pomiędzy Bayernem a Eintrachtem Frankfurt doszło do skandalu. Eintracht prowadził do przerwy 2:0. W drugiej połowie meczu Bayern przejął inicjatywę meczu, ale nie potrafił zdobyć gola. Według obserwatorów Bayernowi należały się dwa rzuty karne, które nie zostały odgwizdane przez sędziego. Na dziesięć minut przed końcem meczu po jednej z takich sytuacji na boisko wbiegli niezadowoleni kibice i w związku z czym mecz został przerwany. W wyniku tego incydentu tytuł został przyznany drużynie Eintrachtu. Obie drużyny zapewniły sobie udział w mistrzostwach Niemiec. W półfinale Bayern pokonał 1. FC Nürnberg, poprawiając swoje osiągnięcie z 1928 roku. Eintracht natomiast wygrał mecz z drużyną FC Schalke 04 i razem z Bayernem awansował do finału. Mecz o mistrzostwo Niemiec odbył się 12 czerwca 1932 roku na stadionie w Norymberdze, a na stadionie pojawiło się około 60 tysięcy widzów. Z powodu wielkiego kryzysu Bayern postanowił rozdać swoim bezrobotnym fanom 500 biletów oraz zapewnić nocleg. Ze względu na problem z przetransportowaniem takiej ilości osób zorganizowano rajd rowerowy z Monachium do Norymbergi, w którym wzięło udział 421 z nich. Bayern wygrał 2:0 po golach Rohra oraz Krumma i został po raz pierwszy w historii mistrzem Niemiec.
Bayern został tym samym pierwszym monachijskim klubem, który zdobył mistrzostwo Niemiec. Zwycięska drużyna objechała miasto na koniach i dotarła do Löwenbräukeller, gdzie rozpoczęło się świętowanie. W jednym z uroczystych wystąpień powiedziano: „To, czym myślało w ubiegłym roku 1860, Bayern zrobił w tym roku”.
Mecz o mistrzostwo Niemiec w 1932 roku
| FC Bayern München – Eintracht Frankfurt 2:0 (1:0) | |
| Stadion                                           | Städtisches Stadion Nürnberg, 12 czerwca 1932, 55.000 widzów, sędzia: Alfred Birlem (Berlin) |
| FC Bayern                                         | Josef Lechler – Sigmund Haringer, Conny Heidkamp, Robert Breindl, Ludwig Goldbrunner, Ernst Nagelschmitz, Josef Bergmaier, Franz Krumm, Oskar Rohr, Hans Schmid, Hans Welker Trener: Richard Kohn |
| Eintracht Frankfurt                               | Ludwig Schmitt – Franz Schütz, Hans Stubb, Rudolf Gramlich, Bernhard Leis, Hugo Mantel, Fritz Schaller, Theodor Trumpler, Karl Ehmer, Walter Dietrich, August Möbs Trener: Paul Oßwald            |
| Bramki                                            | 1:0 Oskar Rohr (36., Rzut karny), 2:0 Franz Krumm (75.) |

## (1933-1945) Dyktatura i II wojna światowa
1932 roku w Niemczech odbyły się wybory parlamentarne, które wygrała partia NSDAP osiągając jedną trzecią głosów. Rezultat ten sprawił, że w 30 stycznia 1933 roku prezydent Rzeszy Paul von Hindenburg desygnował Adolfa Hitlera na nowego kanclerza, który reprezentował większość parlamentarną złożoną z NSDAP i DNVP. Pod koniec lutego spłonął budynek parlamentu. To wydarzenie umożliwiło Hitlerowi nakłonić Prezydenta do podpisania dekretu „O ochronie narodu i państwa” (niem. Verordnung zum Schutz von Volk und Staat), który zawieszał prawa obywatelskie zawarte w konstytucji. W niespełna kilka tygodni od przejęcia władzy przez Hitlera w Niemczech zaczęła rządzić brutalna i rasistowska dyktatura, a punktem zwrotnym było wprowadzenie 24 marca 1933 roku ustawy o nadzwyczajnych pełnomocnictwach, która była ciosem wymierzonym w żydowską społeczność.
Tego samego miesiąca Prezydent Bayernu Kurt Landauer oraz Otto Beer (szef akademii młodzieżowej) zrezygnowali ze swoich stanowisk z racji swojego żydowskiego pochodzenia. Udało im się to zrobić zanim naziści nakazali usunąć wszystkich Żydów z oficjalnych stanowisk. 9 kwietnia wydano deklaracje Stuttgarcką, którą podpisało 14 klubów w tym Bayern. Bayern dokończył sezon nie broniąc tytułu mistrzowskiego po tym, jak klub przegrał oba mecze z TSV 1860 w mistrzostwach Południowych Niemiec i nie uzyskał awansu do turnieju głównego, a tytuł mistrza zdobyła Fortuna Düsseldorf. Po zakończeniu sezonu za granicę przeniósł się jeden ze strzelców bramki z finału w 1932 roku Oskar Rohr. Wcześniej zarówno Monachium, jak i Niemcy opuścił trener Richard Kohn. Ze względu na chęć przeprowadzenia Igrzysk Olimpijskich w 1936 roku naziści nie podejmowali wcześniej masowych aktów mordów i przemocy. W listopadzie 1938 roku Landauer na miesiąc trafił do obozu koncentracyjnego w Dachau. Został z niego zwolniony prawdopodobnie ze względu na status weterana z poprzedniej wojny oraz wstawiennictwo wielu osób. Po tym wydarzeniu Landauer opuścił Niemcy i na kilka lat przeniósł się do Genewy. Mniej szczęścia miał Otto Beer, którego w 1941 roku zamordowano wraz z najbliższą rodziną. Identyczny los spotkał rodzeństwo Landauera, które nie opuściło kraju.
| Liga i Sezon | Miejsce | Bramki | Punkty* |
| --- | ------- | ------ | ------- |
| Gauliga Bayern 1933/34 | 3       | 53:35  | 27-17   |
| Gauliga Bayern 1934/35 | 4       | 49:31  | 24-16   |
| Gauliga Bayern 1935/36 | 3       | 47:26  | 27-9    |
| Gauliga Bayern 1936/37 | 3       | 49:31  | 20-16   |
| Gauliga Bayern 1937/38 | 5       | 37:29  | 19-17   |
| Gauliga Bayern 1938/39 | 7       | 26:31  | 17-19   |
| Gauliga Bayern 1939/40 | 8       | 21:35  | 10-26   |
| Sportbereichsliga Bayern 1940/41 | 7       | 35:35  | 21-23   |
| Sportbereichsliga Bayern 1941/42 | 8       | 41:40  | 17-25   |
| Gauliga Südbayern 1942/43 | 3       | 52:23  | 22-14   |
| **Gauliga Südbayern 1943/44** | 1       | 56:15  | 31-5    |
| ***Gauliga München/Oberbayern 1944/45*** | 1       | 75:15  | 29-1    |
| Na pomarańczowo podkreślone są pierwsze miejsca Bayernu w Gaulidze *Punktacja w Niemczech obejmowała zarówno punkty zdobyte, jak i stracone **Bayern odpadł w 1 rundzie mistrzostw z VfR Mannheim ***Mistrzostwa Niemiec nie zostały ukończone ze względu na II wojnę światową |         |        |         |

Kolejnym krokiem Rzeszy było zniesienie pluralizmu poprzez Gleichschaltung poprzez ujednolicenie administracji i społeczeństwa. W ramach tego procesu zmienił się całkowicie system administracyjny, a rozgrywki mistrzostw piłki nożnej w Niemczech zostały gruntownie przeorganizowane. Mistrzów Niemiec nadal wyłaniano w turnieju finałowym, natomiast regionalne mistrzostwa Niemiec zostały zastąpione przez poszczególne Gauligi. Pomimo iż z Bayernu pozbyto się członków żydowskiego pochodzenia, do drużyny przylgnęła łatka żydowskiego klubu, który ze względu na dotychczasową historię i członkostwo żydów nie budził zaufania władz w przeciwieństwie do lokalnego rywala TSV 1860. Bayern działał w cichej opozycji, nawet kiedy 27 marca 1935 roku w klubie wprowadzono ustawy rasowe chcąc zyskać przychylność władz. Takie ustępstwa ze strony Bayernu oraz akceptacja władz umożliwiały m.in. wybór prezydenta klubu bez ingerencji władz. Podobno kolejni prezydenci Bayernu niechętnie wykonywali polecenia władz, a sam klub cały czas stał murem za Landauerem. W 1943 roku Bayern udał się do Zurychu na towarzyski mecz z reprezentacją Szwajcarii. Na meczu obecny był Kurt Landauer, któremu piłkarze zgotowali owację. To zachowanie nie spodobało się władzom, którzy dopiero po tym incydencie podjęli odpowiednie kroki, aby wyeliminować w klubie podobne zachowania. W tym celu na stanowisko prezydenta klubu powołano m.in. pierwszego i jedynego w członka nazistowskiej NSDAP, którym był Josef Sauter.
W okresie panowania w kraju przez nazistów klub musiało opuścić wielu członków, w tym także młodych zawodników grających w akademii. Zgodnie z nowymi rozporządzeniami zawodnicy poniżej 14 roku życia mogli grać w piłkę tylko w Hitlerjugend. W tym okresie świetnie wiodło się drużynom wspieranych przez nazistów. Na arenie lokalnej dominował zespół TSV 1860, a prym w kraju wiodła drużyna Schalke 04. W 1942 roku drużyna TSV zdobyła pierwsze ważne trofeum na arenie krajowej pokonując Schalke w finale rozgrywek, który był protoplastą Pucharu Niemiec. Bayern nie był w stanie nawiązać walki z rywalem zza miedzy zajmując to coraz bardziej odległe miejsca w tabeli Gauligi. W trakcie wojny rozgrywki w Niemczech zostały jeszcze bardziej podzielone, tak by drużyny nie musiały pokonywać długich odległości podróżując na mecze ligowe. Pod koniec trwania wojny Bayern nawiązał do wcześniejszych sukcesów i dwukrotnie zdobył mistrzostwo Gauliga Südbayern, zdobywając tym samym tytuł „Gaumeistera”. Niestety w rozgrywkach o mistrzostwo Niemiec najpierw lepsza okazała się drużyna VfR Mannheim, a rok później rozgrywki zostały przerwane z powodu wojny. 13 lipca 1944 roku biuro i część archiwum zostały zniszczone podczas nalotów bombowych. W 1943 roku zniszczeniu uległ także Grünwalder Stadion, który został odbudowany dopiero w sierpniu 1945 roku. Wcześniej w 1937 roku TSV 1860 z powodów problemów finansowych odsprzedało stadion miastu. Bayern w tym czasie swoje mecze rozgrywał kolejno na Dantestadion (1943-1944), na placu przy Schlierseestraße (1944-1945) oraz na boisku sportowym Hypobank przy Grünwalder Straße (1945).

## (1945-1955) Okres powojenny
Jednym z bohaterów Bayernu okresu II wojny światowej był Konrad Heidkamp, mistrz Niemiec z 1932 roku, długoletni kapitan klubu i pod koniec trwania wojny trener. Za jego sprawą piłkarze Bayernu w najtrudniejszych dniach wojny cały czas trzymali się razem i pod wodzą Heidkampa 24 czerwca 1945 roku rozegrali pierwsze spotkanie po wojnie przeciwko FC Wacker. W 1940 roku marszałek Rzeszy Hermann Göring zaapelował o „przekazanie zużytego metalu”. W odpowiedzi na apel wiele klubów przekazało swoje trofea i medale, które miały zostać przetopione na potrzeby przemysłu zbrojeniowego, podczas gdy Bayern zachował swoje trofea w biurach klubu znajdującego się w centrum Monachium. Późnym latem 1942 roku zbombardowano miasto. W obawie przed zniszczeniem Heidkamp wraz żoną zabrał i ukrył kolekcję na farmie w Ascholding koło Wolfratshausen, gdzie małżonka Heidkampa spędziła wakacje jako dziecko. Trofea były przechowywane w skrzyni w pokoju obok stajni. Skrzynia była tam bezpieczna do wiosny 1945 roku, kiedy siły amerykańskie opanowały Bawarię. Mówiło się, że podbijający żołnierze są zapalonymi kolekcjonerami „pamiątek”, w tym kubków, proporczyków i odznak honorowych. Heidkampowie uratowali trofea Bayernu po raz drugi, grzebiąc skrzynię na podwórzu w Ascholdingu.
| Liga i Sezon | Miejsce | Bramki | Punkty |
| --- | ------- | ------ | ------ |
| Oberliga 1945/46                                                                                                  | 6       | 067:48 | 34-26  |
| Oberliga 1946/47                                                                                                  | 11      | 075:56 | 36-40  |
| Oberliga 1947/48                                                                                                  | 4       | 072:38 | 50-26  |
| Oberliga 1948/49*                                                                                                 | 3       | 061:42 | 35-25  |
| Oberliga 1949/50                                                                                                  | 13      | 056:70 | 25-35  |
| Oberliga 1950/51                                                                                                  | 9       | 064:53 | 33-35  |
| Oberliga 1951/52                                                                                                  | 8       | 053:54 | 29-31  |
| Oberliga 1952/53                                                                                                  | 7       | 059:56 | 30-30  |
| Oberliga 1953/54                                                                                                  | 9       | 042:46 | 28-32  |
| Oberliga 1954/55                                                                                                  | 16      | 042:76 | 15-45  |
| Kolorem fioletowym oznaczono spadek do 2. Oberligi *Bayern odpadł w rundzie kwalifikacyjnej do mistrzostw Niemiec |         |        |        |

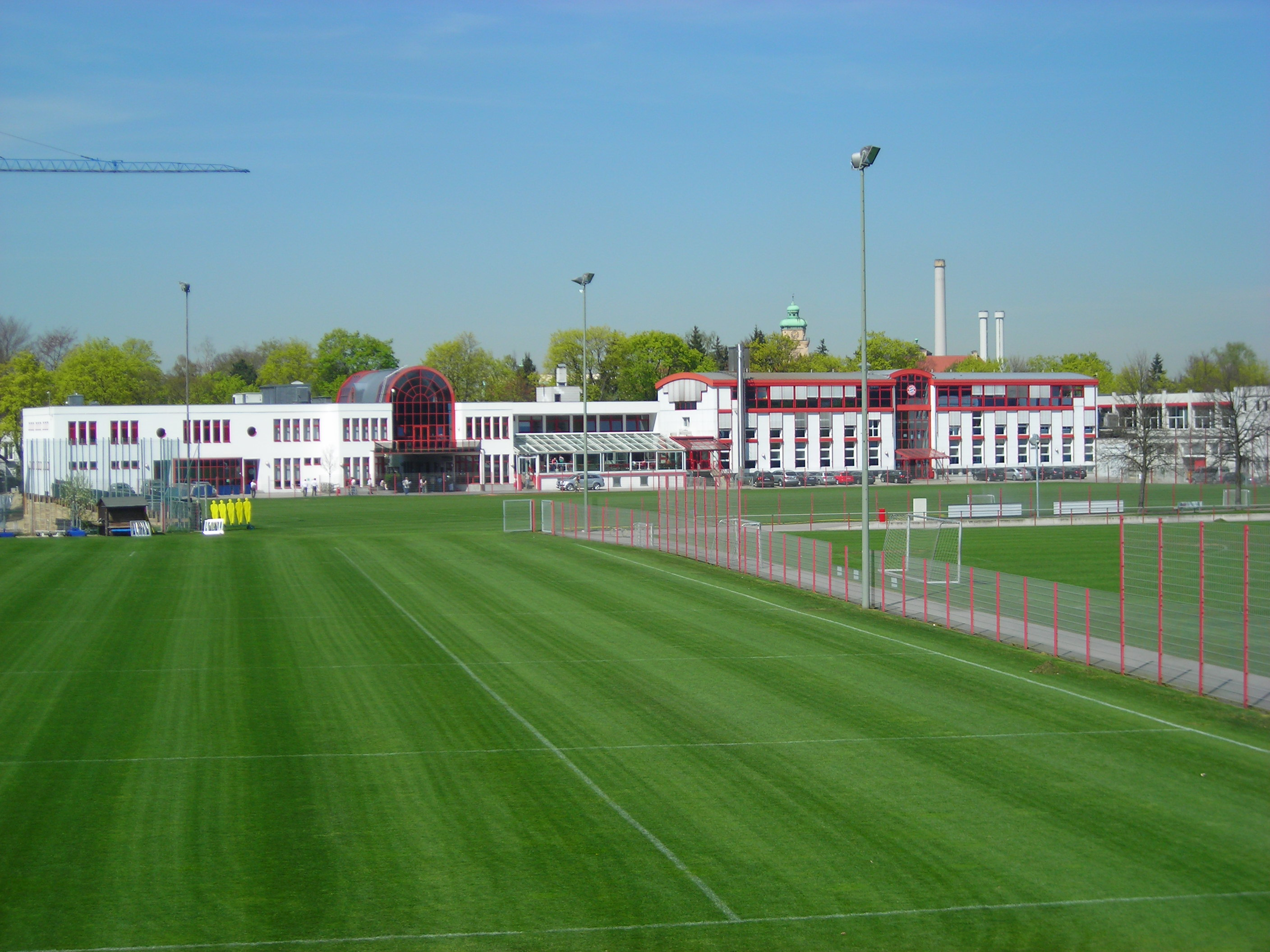
Boisko treningowe znajdujące się przy Säbener Straße

Po zakończeniu drugiej wojny światowej wszystkie niemieckie kluby sportowe zostały rozwiązane przez aliancką Radę Kontroli. Nadzorujący południową część kraju Amerykanie obawiali się, że w klubach sportowych mogą powstać antydemokratyczne, militarystyczne ugrupowania. Kluby chcąc dalej funkcjonować musiały wystąpić do władz o pozwolenie. Władze niechętnie pozwalały na organizację meczów. Ponadto Gauliga została zastąpiona przez Oberligę. Bayern dołączył do Oberliga Süd, który zrzeszał kluby w południowej części kraju w amerykańskiej strefie okupacyjnej. W 1947 roku do Monachium powrócił Kurt Landauer i od sierpnia został ponownie prezydentem klubu. Szczęśliwie dla Bayernu Landauer ze względu na swoją przeszłość budził zaufanie, a także potrafił porozumieć się z rządzącą władzą zapewniając jej wsparcie „zgodnie z tradycjami klubu”. W 1948 roku dzięki inicjatywie Landauera Bayern uzyskał boisko treningowe przy Säbener Straße, które wykorzystuje do dzisiaj.
Piłka nożna w Niemczech zaczynała się stopniowo odradzać po wojnie. Wkrótce Bayern ponownie liczył ponad 1000 członków. Dużym zainteresowaniem cieszyła się odradzająca akademia. W 1949 roku Bayern ukończył na trzecim miejscu w Oberlidze, co pozwoliło mu rozegrać kwalifikacje do mistrzostw Niemiec. W starciu przeciwko FC St. Pauli padł wynik remisowy i konieczna była powtórka. Mecz rozegrano następnego dnia. Drużyna FC St. Pauli wygrała 2:0 i Bayern musiał pożegnać się z mistrzostwami Niemiec.
Wyniki klubu w następnych latach nie napawały już jednak optymizmem. Bayern zajmował coraz to bardziej odległe miejsca w ligowej tabeli. W kwietniu 1950 roku Bayern wygrał swój tysięczny mecz w historii, zwyciężając 3:1 FSV Frankfurt. Pomimo to rozgrywki zakończył na 13. miejscu. Po rozczarowującym sezonie do klubu sprowadzono Brytyjskiego trenera Davida Davisona, którego wkrótce zwolniono z powodu awantury w pubie. W kwietniu 1951 roku odbyło się walne zgromadzenia, na którym wybrano nowego prezydenta Juliusa Scheuringa związanego z sekcją piłki ręcznej. Porażka w wyborach była ciosem dla Landauera, który na kilka miesięcy opuścił Bayern. Kilka miesięcy później wrócił po tym jak klub uhonorował go za 50-letnie członkostwo i przez następne 10 lat, aż do swojej śmierci w nim pozostał.
Kulminacją złej serii wyników był pierwszy i jedyny w dotychczasowej historii spadek. Po 14 spotkaniach, w których klub wygrał raptem 3 mecze postanowiono zwolnić trenera, którym był Georg Knöpfle. Został on zastąpiony przez duet trenerów i byłych piłkarzy Berta Molla oraz Jakoba Streitle’a. Nic te roszady jednak nie pomogły, Bayern zajął ostatnie 16. miejsce w Oberlidze i został zdegradowany. Rok wcześniej w Szwajcarii odbyły się V Mistrzostwa Świata w Piłce Nożnej. Turniej zakończył się sensacyjnym rozstrzygnięciem, w którym zwyciężyła reprezentacja Niemiec. Piłkarz Hans Bauer został pierwszym w historii piłkarzem Bayernu, który zdobył tytuł mistrza świata.

## (1955-1965) Puchar DFB i oczekiwanie na Bundesligę
Nowym prezydentem Bayernu w 1955 roku został Alfred Reitlinger, pełnoetatowy dyrektor ministerialny odpowiedzialny za zasoby ludzkie w bawarskim ministerstwie rolnictwa. Za jego rządów klub liczył 2500 członków w 1956 roku, ale pomimo to klub zmagał się z coraz większymi problemami finansowymi. Bayern dość szybko powrócił do Oberliga Süd zwyciężając drugoligowe rozgrywki w sezonie 1955/56. Kulminacją sezonu był pojedynek pod koniec marca 1956 roku rozegrany pomiędzy Bayernem i SC Freiburg, drużyną założoną m.in. przez Josefa Pollacka (jednego z założycieli Bayernu). Ostatecznie obie drużyny wywalczyły awans.

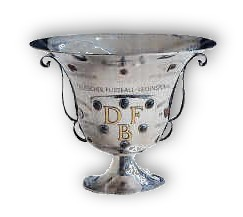
Trofeum Tschammerpokal zdobyte przez 1. FC Nürnberg

Fortuna Düsseldorf vs Bayern Monachium 29 grudnia 1957

W tym samym roku Bayern zatrudnił nowego trenera. Został nim Austriak Willibald Hahn, były trener reprezentacji Norwegii. Za namową Hahna władze Bayernu zdecydowały się dołączyć do nie cieszącego się popularnością Pucharu Niemiec. Szefowie klubu poważnie zastanawiali się czy wziąć w tym udział, bowiem rozgrywki były nie opłacalne ze względu na koszty podróży, a terminarz stricte niekorzystny.
Bayern w sezonie 1956/57 przeplatał słabe wyniki w Oberlidze ze świetnymi występami w pucharze Niemiec. Przygoda z Pucharem rozpoczęła się w styczniu 1957 roku na szczeblu regionalnym. Pierwszy rywalem był drugoligowy zespół SpVgg Neu-Isenburg, z którym trzeba było rozegrać dwa mecze aby uzyskać awans do dalszych gier. Nie był to jedyny powtórzony mecz w trakcie trwania tej edycji. Bayern po drodze zmierzył się także z Kickers Offenbach, wicemistrzem Niemiec z 1950 roku, a później pokonał 4:1 zespół Spandauer SV. Mecz półfinałowy z drużyną 1. FC Saarbrücken odbył się późną jesienią, 17 listopada. Bayern wygrał 3:1, ale by rozstrzygnąć losy meczu potrzebował dogrywki. Na finał Bayern udał się do Augsburga. Przeciwnikiem i zarazem murowanym faworytem była drużyna Fortuny Düsseldorf, czwarta ekipa silnej Oberligi West, wyprzedzająca w tabeli m.in. ówczesnego mistrza kraju Borussię Dortmund, a w półfinale eliminując Hamburger SV. Finał rozgrywany był 29 grudnia w trudnych śnieżnych warunkach. Bayern po wyrównanym pojedynku ostatecznie wygrał 1:0 po bramce Rudolfa Jobsta (na co dzień sprzedawcy dywanów) i zdobył pierwszy w historii Puchar Niemiec, sprawiając tym samym małą sensacje. Zawodnicy Bayernu w nagrodę otrzymali złote zegarki i 1000 marek, a sam Jobst został doceniony przez Seppa Herbergera trenera reprezentacji Niemiec.
Finał Pucharu Niemiec w 1957 roku
| FC Bayern München – Fortuna Düsseldorf 1:0 (0:0) | |
| Stadion                                          | Rosenaustadion Augsburg, 29 Grudnia 1957, 42.000 widzów, sędzia: Albert Dusch (Kaiserslautern)                                                                                             |
| FC Bayern                                        | Árpád Fazekas – Willi Knauer, Hans Bauer, Thomas Mayer, Ludwig Landerer, Siegfried Manthey, Gerhard Siedl, Kurt Sommerlatt, Peter Velhorn, Rudi Jobst, Werner Huber Trener: Willibald Hahn |
| Fortuna Düsseldorf                               | Albert Görtz – Matthias Mauritz, Erich Juskowiak, Herbert Bayer, Günter Jäger, Martin Gramminger, Bernhard Steffen, Franz-Josef Wolfframm, Karl Gramminger, Heinz Jansen, Hans Neuschäfer  |
| Bramki                                           | 1:0 Rudi Jobst (78.) |

| Liga i Sezon | Miejsce | Bramki | Punkty |
| --- | ------- | ------ | ------ |
| 2. Oberliga Süd 1955/56 | 2       | 089:43 | 46-22  |
| Oberliga 1956/57 | 10      | 052:62 | 26-34  |
| Oberliga 1957/58 | 7       | 066:56 | 30-30  |
| Oberliga 1958/59 | 4       | 079:49 | 39-21  |
| Oberliga 1959/60 | 5       | 081:55 | 39-21  |
| Oberliga 1960/61 | 8       | 057:54 | 30-30  |
| Oberliga 1961/62 | 3       | 067:55 | 40-20  |
| *Oberliga 1962/63* | 3       | 067:52 | 40-20  |
| Regionalliga 1963/64 | 2       | 115:61 | 52-24  |
| Regionalliga 1964/65 | 1       | 146:32 | 55-17  |
| Kolorem pomarańczowym zaznaczono awans do Oberliga Süd Kolorem zielonym oznaczono awans do Bundesligi *Bayern nie został wzięty pod uwagę podczas tworzenia Bundesligi |         |        |        |

W lutym 1958 w Monachium doszło tragedii z udziałem zawodników Manchesteru United. Samolot z rodziny dwusilnikowych Airspeed Ambassador, o numerze rejestracyjnym G-ALZU, ochrzczony imieniem angielskiego lorda i polityka – „Lord Burghley”, rozbił się o domostwo i rosnące w jego pobliżu drzewo. W wyniku katastrofy zginęło łącznie 29 osób. W 57 rocznicę katastrofy, 6 lutego 2015 roku, Bobby Charlton (jeden z ocalałych) i prezes Bayernu Karl-Heinz Rummenigge otworzyli nową wystawę muzealną upamiętniającą katastrofę na stadionie Allianz Arena, należącego do Bayernu.
W 1958 roku Bayern sytuacja finansowa Bayernu była już bardzo nieciekawa. W kwietniu Reitlinger (którego obwiniano na burzliwym dorocznym zgromadzeniu) ustąpił ze stanowiska prezydenta i zaproponował na swojego następcę Rolanda Endlera, który zaoferował znaczną pomoc w rozwiązaniu problemów finansowych. W szybko zaplanowanym audycie kierownictwa klubu stwierdzono, że „regulamin kontraktu gracza jest sprzeczny z nadpłatą graczy” (Bei einer Buchprüfung der neuen Vereinsleitung wurde festgestellt, dass beim FC Bayern in Reitlingers Amtszeit eine dem Vertragsspielerstatut zuwiderlaufende Überzahlung von Spielern erfolgte) w ostatnich latach, w związku z czym nowe władze same zgłosiły to do DFB, aby wykluczyć ewentualne konsekwencje prawne dla obecnego kierownictwa, co ostatecznie doprowadziło do grzywny dla klubu i odliczenia czterech punktów w sezonie 1959/60. Obyło się bez poważniejszych kar ze względu na to, że klub w lecie 1958 roku ostatecznie opuścił Reitlinger, a skarbnik Willy Plank, który był dyrektorem zarządzającym Bayernu w latach 40. XX wieku, został siłą wykluczony z klubu. Na jego miejsce, choć w trochę innym charakterze bo na stanowisko doradcy podatkowego Endler powołał Willi O. Hoffmanna (późniejszego m.in. prezydenta klubu).
W tym samym roku do młodzieżowego klubu Bayernu dołączył Franz Beckenbauer, który był już jedną nogą w TSV, ale z powodu konfliktu z jednym z graczy podczas meczu przeciwko TSV (został uderzony w twarz), postanowił dołączyć do Bayernu. Rok później w tym samym kierunku poszedł Sepp Maier.
Willibalda Hahna w sezonie 1958/59 zastąpił Austriak Adolf Patek, zdobywca Pucharu i wicemistrz Niemiec z Karlsruher SC. Do klubu sprowadzono m.in. mistrza świata z 1954 r. Karla Maia, węgierskiego emigranta Jozsefa Zsamboki oraz jeden z największych talentów tamtych lat Petera Grossera. Zespół zakończył sezon na czwartym miejscu, co było najlepszym rezultatem od 1949 roku. Po sezonie z VfL Wolfsburg do klubu dołączył Willi Giesemann, późniejszy uczestnik Mistrzostw Świata z 1962. Drużyna Wolfsburga zarządzana była przez koncern Volkswagena, który był dużym klientem urządzeń spawalniczych prezydenta Bayernu Endlera. Giesemann trafił zatem do Bayernu na zasadzie dobrych relacji. Bayern byłby nawet trzeci, gdyby wspomniane odliczenie punktów nie doszło do skutku. Bayern był więc piąty.

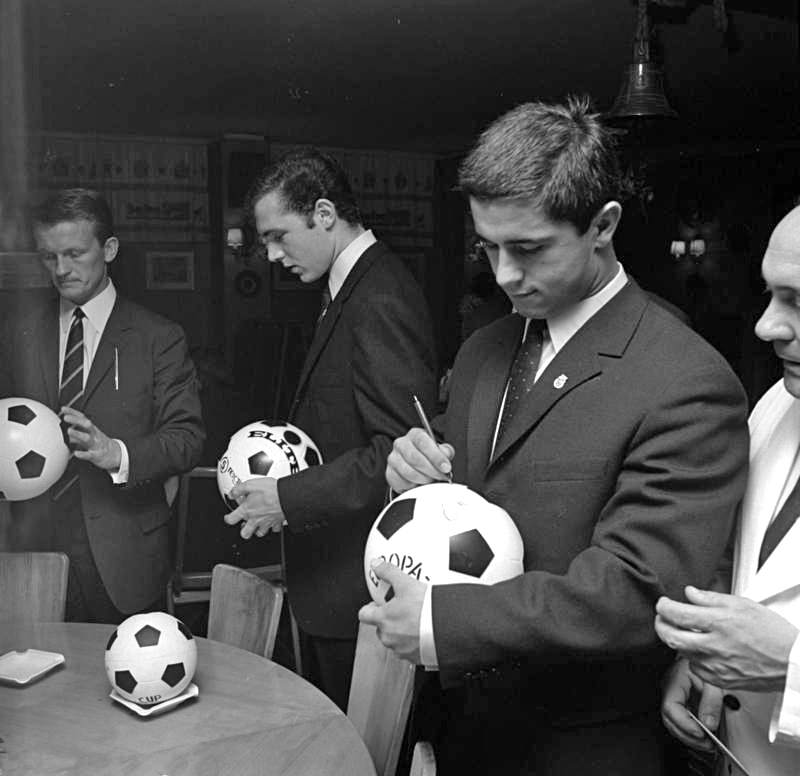
Werner Olk, kapitan Bayernu w latach 1965–1970

Bayern powoli wracał na dobre tory. Do drużyny seniorskiej zaczęli dołączać coraz lepsi zawodnicy. W sezonie 1960/61 z drużyny SV Arminia Hanower dołączył młody Werner Olk, a z Schalke przyszedł reprezentant Niemiec (kadra B) Karl-Heinz Borutta. W klubie pojawił się także Miloš Milutinović, król strzelców pierwszej edycji Pucharu Europy Mistrzów Krajowych, któremu Bayern sfinansował leczenie zagrażającej życiu choroby płuc. Bayern sezon zakończył na ósmym miejscu. Pod koniec sezonu Bayern na Grünwalder Stadion zagrał towarzysko ze światowej klasy zespołem FC Santos. Mecz zakończył się porażką 2:3 bramkarz. Było to pożegnalne spotkanie bramkarza Árpáda Fazekasa, a na ławce siedział po raz pierwszy nowy trener Helmut Schneider, były trener Borussii Dortmund (mistrzów Niemiec z 1956 i 1957).
Sezon 1961/62 był najlepszym sezonem Bayernu od czasu zakończenie drugiej wojny światowej. Bayern ukończył sezon na 3 pozycji, tracąc tylko 3 punkty do najlepszej 1. FC Nürnberg i drugiego Eintrachtu. 14 kwietnia 1962 roku w starciu z drużyną VfR Mannheim Bayern w spektakularny sposób roztrwonił przewagę 3:0 po pierwszej połowie i zremisował 3:3. Dwa tygodnie później z Bayernu odszedł Roland Endler, a nowym prezydentem na kilkanaście lat został Wilhelm Neudecker. Podczas wyborów Endler był nieobecny. W uznaniu za zasługi Endler został honorowym prezydentem Bayernu.
Jednym z powodów miały być pewne ograniczenia w Bayernie, a sam chciał zrobić sobie roczną przerwę, w której mógłby poświęcić się szerszym interesom. Endler zainwestował w Bayern znaczne własne środki finansowe, aby zagwarantować jego istnienie. W związku z tym Neudecker był często uważany za rozwiązanie tymczasowe. Wkrótce doszło do niepodważalnego rozłamu i w listopadzie Endler ogłosił swoją rezygnację z Bayernu i rezygnację z honorowej prezydentury. Powody nie zostały ogłoszone ani przez Endlera, ani przez klub. Sprawa poszła tak daleko, że spekulowano, że Peterowi Grosserowi odmówiono przedłużenia umowy, ponieważ był zatrudniony w firmie Endlera. Grosser opuścił Bayern w 1963 roku i przeszedł za 50 000 marek do TSV 1860, z którym wygrał Mistrzostwo i Puchar Niemiec. Po latach brazylijski gwiazdor Pelé przyznał, że otrzymał od Endlera ofertę gry dla Bayernu. Ze względu na swoją miłość do Santosu Pelé pozostał w ojczyźnie do 1975 roku, gdzie udał się do New York Cosmos na zwieńczenie swojej piłkarskiej kariery. W ostatnim roku gry dla w USA miał okazję występować w klubie razem z Franzem Beckenbauerem.
Splot okoliczności, w tym nieudane mistrzostwa Świata z 1962 roku, wysoka porażka 1. FC Nürnberg z Benficą Lizbona w Pucharze Europy, zaangażowaniu selekcjonera reprezentacji Seppa Herbergera, Hermana Neubergera oraz Franza Kremera oraz obawy, że najlepsi zawodnicy uciekną zagranicę zaowocowała powstaniem Bundesligi. 28 lipca 1962 roku w Dortmundzie odbyło się walne zgromadzenie DFB, na którym zapadła decyzja o utworzeniu ligi federalnej. Oznaczało to, że nadchodzący sezon 1962/63 będzie ostatnim rozegranym w starej formie.
| Ranking 12-letni dla Oberliga Süd | Ranking 12-letni dla Oberliga Süd | Ranking 12-letni dla Oberliga Süd |
| --- | --------------------------------- | --------------------------------- |
| 01. | 1. FC Nürnberg                    | 447                               |
| 02. | Eintracht Frankfurt               | 420                               |
| 03. | Karlsruher SC                     | 419                               |
| 04. | VfB Stuttgart                     | 408                               |
| 05. | Kickers Offenbach                 | 382                               |
| 06. | FC Bayern München                 | 288                               |
| 07. | TSV 1860 München                  | 229                               |
| 08. | VfR Mannheim                      | 227                               |
| 09. | SpVgg Fürth                       | 224                               |
| 10. | 1. FC Schweinfurt 05              | 185                               |
| 11. | FC Bayern Hof                     | 90                                |
| 12. | TSV Schwaben Augsburg             | 61                                |
| 13. | KSV Hessen Kassel                 | 36                                |
| Kwalifikacja do Bundesligi (Ranking 12-letni) Kwalifikacja do Bundesligi (Mistrzostwo Oberligi w sezonie 1962/63) Brak kwalifikacji do Bundesligi |                                   |                                   |

Nowy prezes sprowadził do Bayernu mistrza Świata z 1954 roku i byłego kapitana reprezentacji Niemiec Herberta Erhardtema. Na początku sezonu 1962/63 wciąż nie wiadomo było, kto zagra w Bundeslidze. Procedura przyznania zespołom udziału była skomplikowana i kontrowersyjna. Na podstawie przecieków prasowych uznano, że DFB kieruje się Rankingiem 12-letnim, za pomocą którego wyłoniona została część drużyn. Bayern wg rankingu zajmował odległe 6. miejsce, ale w tabeli był przed innym monachijskim klubem TSV. Decydującym czynnikiem o przyznaniu udziału w Bundeslidze okazały się rozegrane 3 marca 1963 roku, w którym TSV pokonało Bayern 3:1. Warto zaznaczyć, że w trakcie rozgrywania spotkania nikt nie wiedział o znaczeniu tego meczu. Decyzja o przyznaniu miejsc wywołała falę protestów, DFB pozostała jednak nieugięta. TSV został mistrzem Oberligi i to zdaniem DFB oznaczało kwalifikacje do Bundesligi. Bayern zakończył sezon na 3. miejscu, a w tabeli oprócz TSV wyżej była tylko drużyna 1. FC Nürnberg. W tym samym sezonie Bayern po raz pierwszy zainaugurował w europejskich pucharach, osiągając ćwierćfinał Pucharu Miast Targowych. Pierwszy mecz Bayern rozegrał przeciwko drużynie ze Szwajcarii (zwaną wówczas reprezentacją Bazylei) wygrywając na wyjeździe 3:0. Do rewanżu nie doszło i Bayern awansował po walkowerze. W następnej rundzie Bayern wyeliminował irlandzki klub Drumcondra F.C. i awansował do ćwierćfinału, w którym musiał uznać wyższość chorwackiego Dinamo Zagrzeb. W pierwszym meczu przeciwko irlandzkiemu zespołowi bramkarz Bayernu Fritz Kosar musiał zastąpić w ataku kontuzjowanego Ohlhausera. Kosar dość często dostawał szansę gry w ataku, dzięki czemu 30 grudnia 1962 roku w meczu przeciwko Eintrachtowi Frankfurt w Bayernie zadebiutował 18-letni Sepp Maier.
Podczas gdy 16 zespołów rozpoczęło rozgrywki w Bundeslidze, Bayern mierzył się w nowo utworzonej lidze regionalnej W „Regionalliga”, która funkcjonowała na podobnych zasadach do Oberligi. Regionalliga aż do 1973 roku była drugim poziomem rozgrywkowym w Niemczech, a dwa najlepsze zespoły poszczególnych Regionallig zapewniali sobie udział w barażach do Bundesligi. Przed rozpoczęciem sezonu trenerem Bayernu został Zlatko Čajkovski. Prezydent Bayernu Neudecker zlecił skarbnikowi Williemu O. Hoffmannowi, przygotować i złożyć trenerowi bardzo korzystną ofertę. Čajkovski zadebiutował w roli trenera w Pucharze Intertoto, kiedy to jego zespół rozbił trzeci zespół holenderskiej Eredivisie Spartę Rotterdam 6:0.
Za Čajkovskiego w Bayernie zadebiutowało wielu nowych zawodników, a sam trener zmienił system gry na ofensywne 4-2-4, które umożliwiało zdobywanie większej ilości bramek. Pod jego wodzą Bayern ukończył sezon na drugim miejscu w Regionallidze, zapewniając sobie udział w barażach o Bundesligę. W pierwszym meczu barażowym rozgrywanym 6 czerwca 1964 roku, w wieku zaledwie 18 lat zadebiutował Franz Beckenbauer. Bayern zwyciężył wtedy drużynę FC St. Pauli 4:0, a Beckenbauer zdobył nawet gola. Bayernowi pomimo udanego startu w barażach nie udało się uzyskać awansu do Bundesligi. W Bayernie wielu graczy zastanawiało się nad opuszczeniem zespołu i dołączeniem do TSV, tak jak rok wcześniej uczynił to Peter Grosser. Po latach Franz Beckenbauer przyznał, że rozważał przejście do lokalnego rywala. Ostatecznie Bayernowi brakło tylko jednego punktu do awansu, co zaważyło na tym że Beckenbauer nie opuścił Bayernu. Po sezonie do klubu przybył Gerd Müller, który początkowo nie budził sympatii u ówczesnego trenera. W swoim pierwszym meczu 18 października 1964 roku Müller zdobył bramkę drużynie Freiburger FC, a Bayern wygrał wysoko 11:2. W całym sezonie Müller zdobył w sumie 33 bramki w 26 występach, a Bayern został mistrzem Regionalligi Süd ustanawiając niepobity do dzisiaj rekord różnicy bramek 146:32. W barażach do Bundesligi drużyna Bayernu wygrała 4 z 6 meczów oraz po jednym zremisowała i przegrała, rozbijając po drodze 8:0 zespół Tennis Borussia Berlin w meczu wyjazdowym. Bayern po raz pierwszy awansował do Bundesligi, z której jako jedyny do tej pory zespół nigdy nie spadł.